# Elecciones generales de Tanzania de 2010
Las elecciones generales de Tanzania de 2010, contemplaron la renovación de 239 de los 350 escaños parlamentarios, a través de un sistema de elección mixto. Al mismo tiempo, se eligió Presidente de la República. Se llevaron a cabo el 31 de octubre de 2010. También se escogió al Presidente de Zanzíbar, una elección de una región semiautónoma, que también escoge su propia Cámara de Representantes.

## Sistema de gobierno

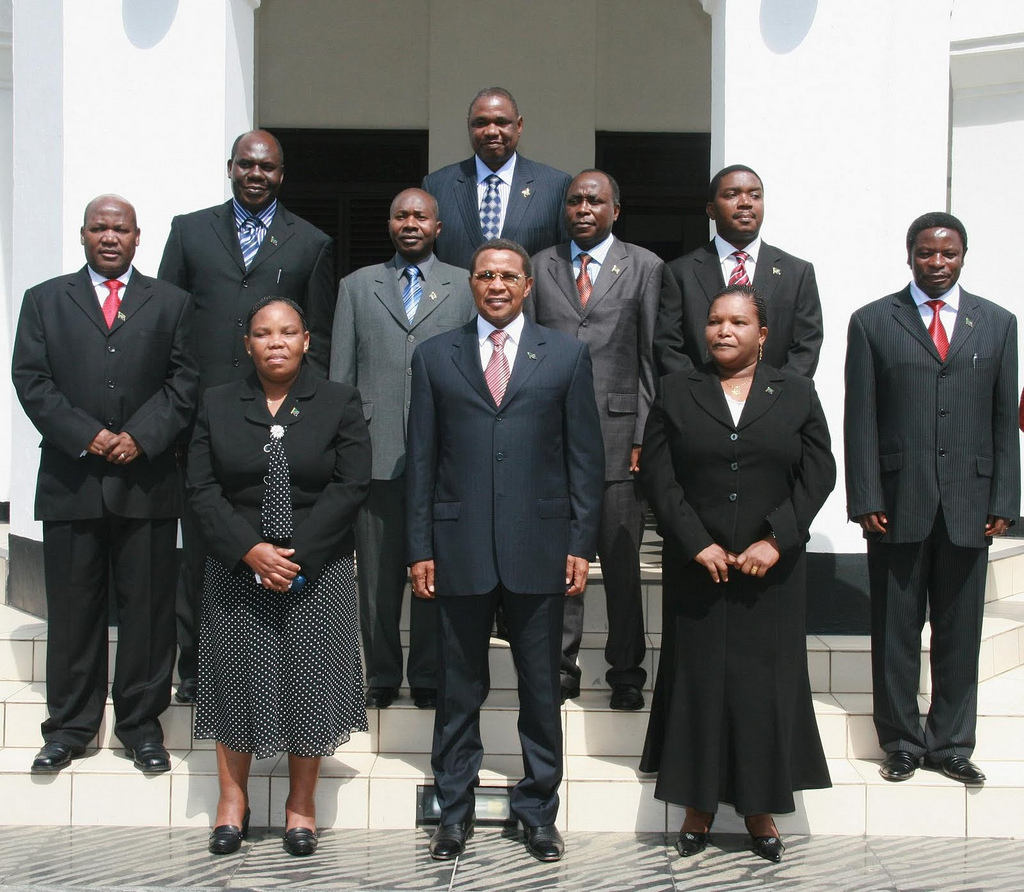
El actual presidente de Tanzania, Jakaya Mrisho Kikwete, y los miembros de su nuevo gobierno.

La jefatura de estado y de gobierno recaen en el Presidente de la República, asesorado por el Gabinete Ministerial que él mismo escoge para ser sus más cercanos colaboradores. Es elegido cada 5 años por voto popular y directo, en un proceso eleccionario donde el escogido debe superar le 50% de la votación, de lo contrario se asiste a una segunda vuelta o balotaje.
La Asamblea Nacional o Bunge, es el donde reside el poder legislativo. Son 239 miembros elegidos por voto directo de pluralidad en circunscripciones uninominales para un mandato de 5 años y 98 miembros se reservan para las mujeres, con un mandato de 5 años y 5 miembros se asignan a la Cámara de Representantes de Zanzíbar, con un mandato de igual duración. Otros 7 miembros son designados por el poder ejecutivo. El procurador general también es miembro de la Asamblea, la que en total funciona con 350 escaños.
La Cámara de Representantes de Zanzíbar tiene 50 miembros elegidos, más 10 nombrados por el presidente de la provincia, 16 escaños para las mujeres. Además se suman el fiscal general y 5 miembros de la Comisión Regional de Zanzíbar, completando un poder legislativo semiautónomo de 81 escaños parlamentarios. De ellos, solo 5 escogidos entre ellos mismos asisten a la Asamblea Nacional o Bunge de Tanzania.

## Antecedentes

### Corrupción
El país introdujo la política multipartidista en 1992. La legislación se disolvió el 1 de agosto de 2010 por orden presidencial N° 272, que convocó de manera inmediata a elecciones generales para el 31 de octubre del mismo año. Las elecciones se llevaron a cabo en medio de un escándalo de corrupción, a pesar de que el gobierno del presidente Kikwete era reconocido por su lucha contra la misma, su gobierno fue objeto de críticas debido a escándalos que obligaron a la dimisión del primer ministro, Edward Lowassa y dos ministros del gabinete por acusaciones sobre contratos con una empresa fantasma de electricidad norteamericana. También otros ministros se enfrentaron en casos judiciales en relación con contratos para auditar la producción de oro del país. De ahí el descontento político con el presidente en ejercicio y la cantidad de candidatos que buscaron representar a la ciudadanía.

### Problema del agua
Otros problemas que sufrió el gobierno previo a las elecciones se puede mencionar que la crisis del suministro de agua, que el país estaba perdiendo y fue una de las temáticas más abordadas por las candidaturas presidenciales. La mayoría de los candidatos apostaban por un suministro sostenible para las principales necesidades del país. CHADEMA comprometió destinar más fondos para el sector productor de agua, y el CUF argumentó que la situación del agua de uso doméstico como industrial era aún pobre y se requería de reformas inmediatas. Su candidato, Ibrahim Haruna Lipumba hizo una serie de compromisos destinados a mejorar el abastecimiento e introducir nuevas tecnologías.

### Problema de los albinos
Dentro de los candidatos electos del CHADEMA se encontraba Salum Khalfani Bar'wani, miembro del CUF, quien se convirtió en el primer albino en ser elegido parlamentario en Tanzania. Los albinos han sido objeto de discriminación en muchos países africanos. En Tanzania, muchos han sido asesinados por los médicos brujos que creen que los amuletos hechos con partes de su cuerpo traen buena suerte. En abril de 2008, el presidente Kikwete había designado a Al-Shymaa Kway-Geer como parlamentaria, convirtiéndose en la primera albina del Congreso, en un esfuerzo nacional para eliminar la discriminación.

## Resultados electorales

### Presidenciales
|  | 62,83 % |

|  | 27,05 % |

|  | 8,28 % |

|  | 1,15 % |

|  | 0,31 % |

|  | 0,21 % |

|  | 0,16 % |

|  | 97,4 % |

|  | 2,6 % |

|  | 100,0 % |

|  | 43,0 % |

### Asamblea Nacional
|  | 60,20 % |

|  | 23,86 % |

|  | 10,61 % |

|  | 2,51 % |

|  | 1,47 % |

|  | 0,66 % |

|  | 0,4 % |

|  | 0,08 % |

|  | 0,07 % |

|  | 0,06 % |

|  | 0,06 % |

|  | 0,05 % |

|  | 0,05 % |

|  | 0,03 % |

|  | 0,03 % |

|  | 0,03 % |

|  | 0,03 % |

|  | 0,01 % |

|  | 0 % |

|  | 99,7 % |

|  | 0,3 % |

|  | 100,0 % |

|  | 40,6 % |

## Provincia de Zanzíbar
Es una región semiautónoma de Tanzania, con gobierno propio y Cámara de Representantes separada de la cámara unicameral nacional. Es la única provincia del país que posee esos privilegios por estar constituida por un archipiélago que pertenecen a Tanzania.
Elige a su propio presidente quien es la cabeza de estado para los asuntos internos de la isla y es elegido por voto popular por espacio de 5 años. El poder legislativo local reside en la Cámara de Representantes, con 50 escaños elegidos por voto universal, elegidos cada 5 años, que general leyes especiales para las islas.

### Resultados electorales de Zanzíbar

#### Presidenciales
|  | 50,11 % |

|  | 49,14 % |

|  | 0,22 % |

|  | 0,15 % |

|  | 0,14 % |

|  | 0,13 % |

|  | 0,10 % |

|  | 93,3 % |

|  | 1,7 % |

|  | 100,0 % |

|  | 89,5 % |

### Cámara de Representantes
|  | 50,25 % |

|  | 47,43 % |

|  | 1,01 % |

|  | 0,61 % |

|  | 0,30 % |

|  | 0,18 % |

|  | 0,08 % |

|  | 0,05 % |

|  | 0,03 % |

|  | 0,03 % |

|  | 0,02 % |

|  | 0,02 % |

|  | 0 % |

|  | 97,8 % |

|  | 2,2 % |

|  | 100,0 % |

|  | 88,9 % |